# 가가X 온라인 웹 게임
가가X 온라인 웹 게임은 브라우저형 기반 웹 게임 사이트이다. 2002년 자체 시스템 DigiBBS으로 시작 2006년에 드루팔 기반의 CMS 솔루션과 자체 제작 채팅 솔루션으로 사이트를 전환시켰다. 오픈 소스 웹 게임인 가가스페이스, 가가전쟁, 녹색 용의 전설의 배포처 및 제작이 이루어지고 있는 곳이다. 초기에 시작할 때 아크메이지, 삼국지 온라인 등으로 인해 국내 브라우저형 웹 게임 시장이 활기 있을 때 외국 upperdarkness과 제휴를 맺고 가가스페이스를 한글 및 영어로 동시에 서비스하기도 했다. 그러나 브라우저형 웹 게임인 아크메이지, 삼국지 온라인, upperdarkness 모두 사업을 접고 인기가 많이 떨어져 현재는 소규모 웹 게임 및 오픈 소스 웹 게임 소스 개발 및 대한민국 내에 유통되는 소규모 공개형 웹 게임 소스의 대부분을 배포하는 사이트로 남아 있다.
현재 각 게임이 철저한 부운영자 제도로 운영되고 있으며, 운영자는 각각 게임에 버그 수정과 개발 이외에 참여하지 않는다. 2009년 11월 7일 기준으로 가가전쟁 2, 인생게임, MS Tactics2, 녹색 용의 전설, EBS, 배틀로얄 등의 게임을 서비스하고 있다. 채팅창 시스템은 로그인하지 않은 네티즌도 이용이 가능하다.
2010년 3월 14일,게임등급위원회 심사 문제로 가가X 온라인 웹 게임 사이트의 운영이 중단되었다.

## 연혁
- 2002년 7월 5일 - 초기 DigiBBS 시스템 제작, DigiBBS - https://web.archive.org/web/20081120235732/http://www.digirave.net/%EC%9C%BC%EB%A1%9C 오픈.
- 2002년 7월 5일 - 가가스페이스 온라인 웹 게임 추가 및 소스 공개.
- 2002년 7월 7일 - 가가전쟁 온라인 웹 게임 추가 및 소스 공개.
- 2004년 2월 15일 - Legend of the green dragon(녹색 용의 전설) 추가.
- 2004년 11월 15일 - MS Tactics, EBS, 배틀로얄 온라인 웹 게임 추가.
- 2004년 11월 22일 - 장미의 전쟁 추가 (현재 제거됨).
- 2006년 6월 11일 - Drupal 기반의 CMS 솔루션으로 시스템 업그레이드, GaGaX 온라인 웹 게임 - http://gagax.com 로 다시 오픈. 완전 독립 서버로 이전.
- 2006년 8월 6일 - 가가전쟁 버전 2 추가
- 2006년 8월 20일 - 녹색 용의 전설 0.9.7+jt 한글 소스 공개
- 2007년 4월 12일 - 가가스페이스 버전 2 추가.
- 2007년 4월 20일 - VENETIA 2 추가
- 2007년 5월 11일 - VENETIA 2를 가가랜드로 변경
- 2008년 8월 10일 - 제로보드 XE 기반으로 시스템 업그레이드
- 2008년 8월 17일 - Hall of Fame 추가
- 2008년 9월 4일 - 가가게임 추가
- 2009년 5월 24일 - 가가스페이스2 서비스 중단
- 2009년 6월 8일 - Last Of Legend 추가
- 2009년 7월 25일 - 아카넨즈[베타] 추가
- 2009년 10월 15일 - Last Of Legend 서비스 중단
- 2010년 2월 24일 - 사이트 운영 중단 공지
- 2010년 3월 14일 - 사이트 운영 중단

## 같이 보기
- 온라인 게임 목록
- 웹게임
- 박용구